# Innra-Ásgarðsfjall
Innra-Ásgarðsfjall är ett berg i republiken Island. Det ligger i regionen Suðurland, 140 km öster om huvudstaden Reykjavík. Toppen på Innra-Ásgarðsfjall är 929 meter över havet.
Trakten runt Innra-Ásgarðsfjall är nära nog obefolkad, med mindre än två invånare per kvadratkilometer. Det finns inga samhällen i närheten. Trakten runt Innra-Ásgarðsfjall består i huvudsak av gräsmarker.